# Petite capitale

Lorem ipsum utilisant les petites capitales pour l’emphase.

Les petites capitales sont, en typographie, des caractères capitales ayant la même graisse que les caractères minuscules et dont la hauteur correspond à la hauteur d'x ou légèrement plus grande. Elles peuvent être utilisées pour marquer l’emphase de mots sans qu’ils ne paraissent trop grands par rapport aux autres mots, afin de ne pas briser l’harmonie du texte et en particulier maintenir le gris typographique. Elles sont utiles comme substitut aux majuscules ordinaires, mais aussi à l’italique ou le gras, lorsqu’ils ne conviennent pas. Leur usage change selon les conventions orthotypographiques. Elles sont appelées « petites majuscules » dans certains logiciels de publication assistée par ordinateur ou de traitement de texte (Microsoft Word, OpenOffice et LibreOffice) mais d’autres logiciels (Adobe InDesign, QuarkXPress) font la différence entre les « petites capitales », lettres minuscules devenues petites capitales, et « petites majuscules », majuscules devenues petites capitales.

## Usages principaux

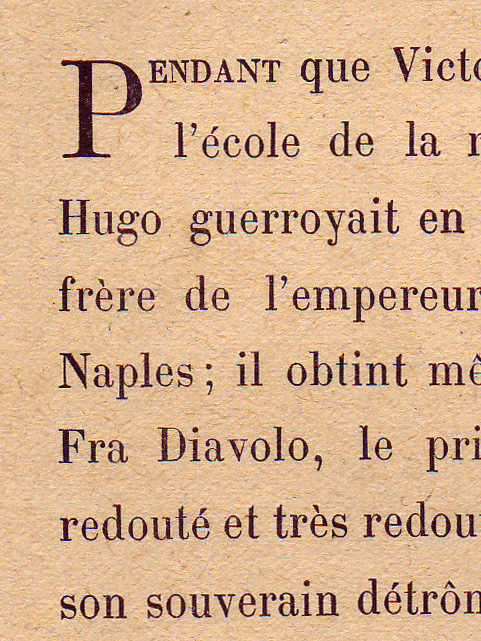
Lettrine (P), suivie de petites capitales

On compose généralement en petites capitales le mot (ou groupe de mots s'il s'agit d'une expression, d'un nom propre ou d'un groupe nominal) débutant par une lettrine.
Exemple : 

Être ou ne pas être, c’est là la question. Y a-t-il plus de noblesse d’âme à subir la fronde et les flèches de la fortune outrageante […]

Par ailleurs, les siècles et les divisions secondaires d'un ouvrage sont composés en chiffres romains petites capitales.
Exemples :
Louis XV est un roi de France du XVIIIe siècle.
Relisez le chapitre II.
Les petites capitales sont aussi utilisées dans les didascalies des pièces de théâtre pour indiquer qui prend la parole, ou dans les listes bibliographiques pour les noms de famille des auteurs.
Exemples :
Tartuffe, parlant bas à son valet, qui est dans la maison, dès qu’il aperçoit Dorine
Baudelaire (Charles), Les Fleurs du mal, Paris, Poulet-Malassis et De Broise, 1re éd., 1857

## Utilisation comme symboles
Plusieurs notations médiévales ou systèmes de transcription phonétique utilisent les petites capitales comme symboles propres, c’est-à-dire qu’ils représentent des sons différents des lettres minuscules. Certains de ces symboles sont dans Unicode, ‹ ᴀ, ʙ, ᴄ, ᴅ, ᴇ, ꜰ, ɢ, ʜ, ɪ, ᴊ, ᴋ, ʟ, ᴍ, ɴ, ᴏ, ᴘ, ꞯ, ʀ, ꜱ, ᴛ, ᴜ, ᴠ, ᴡ, ʏ, ᴢ › pour les lettres latines traditionnelles ; de même que pour certaines lettres additionnelles ‹ ᴁ, ᴃ, ᴆ, ʛ, ᵻ, ᴌ, ꟺ, ᴎ, ɶ, ᴙ, ᴚ, ʁ, ꝶ, ᵾ, ᴕ, ᴣ › ou certains symboles dérivés de lettres grecques ‹ ᴦ, ᴧ, ᴨ, ᴩ, ᴪ, ꭥ › ou cyrillique ‹ ᴫ ›.

## Petite capsetsmall caps

Small caps et petite caps

Les polices numériques évoluées, qui proposent des versions « expert » et celles développées en format Open Type, proposent deux versions de petites capitales : appelées respectivement en anglais small capitals et petite capitals. Pour ces dernières,  on retrouve l’usage du terme « très petites capitales » par Haralambous ou « toutes petites capitales » dans la traduction française du MDN Web Docs ou dans la documentation d’Affinity Photo, mais il n’existe pas encore de traduction française fixée via une convention largement adoptée ou par publication d’un organisme de terminologie. Chacune est traitée en respectant les proportions de graisse et de chasse, mais elles diffèrent par la taille, les petite capitales étant à hauteur d'x tandis que les small capitales sont un peu plus grandes.
Le format Open Type intègre quatre mots clés définissant des fonctionnalités pour assurer la transformation des glyphes : smcp pour passer du bas de casse aux small capitales, c2sc pour passer des capitales aux small capitales, pcap pour passer du bas de casse aux petite capitales, et c2pc pour passer des capitales aux petite capitales. Quelques logiciels de PAO et navigateurs ont accès à ces fonctionnalités, mais ce n’est pas encore le cas de tous. Elles sont aussi en développement pour les feuilles de style en cascade.

## Petites capitales et PAO

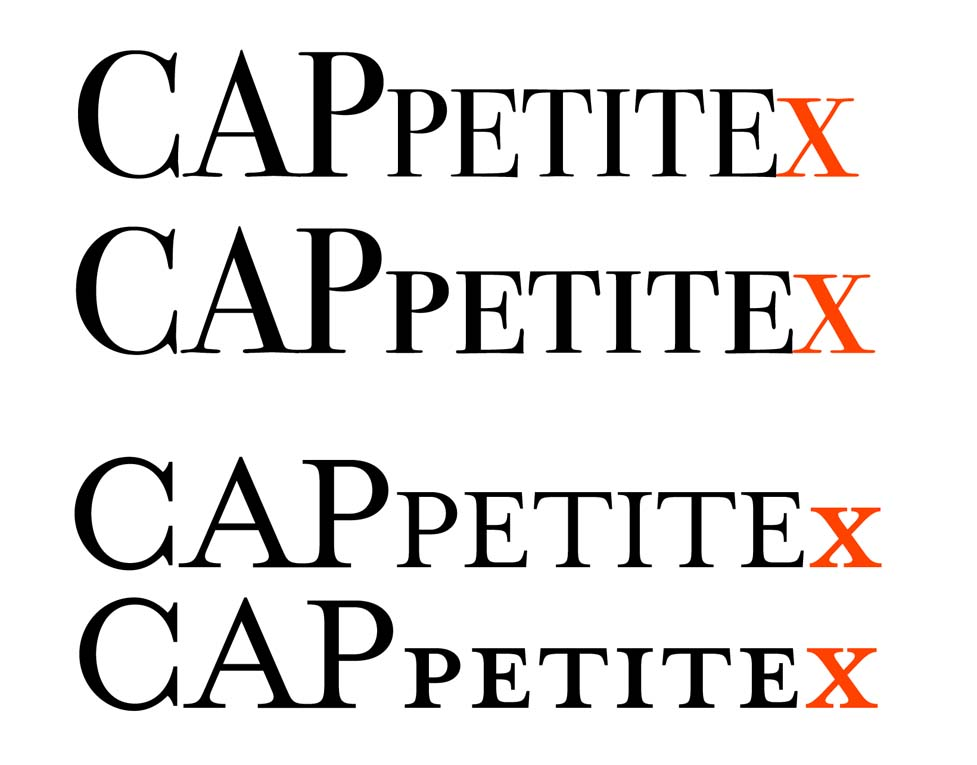
Petites capitales : différences entre les petites capitales réelles et générées par le logiciel de PAO. Vraies capitales, petites capitales par le logiciel, x bas de casse. Au-dessous, vraies capitales, vraies petites capitales, x bas de casse. En haut, Bodoni Sevty Two ITC et Bodoni Sevty Two SC ITC ; en bas, Mrs Eaves Roman, Mrs Eaves PetiteCaps.

En typographie traditionnelle, les petites capitales étaient dessinées et gravées spécialement avec chaque fonte, donc en accord avec l’ensemble des caractères. En informatique et PAO, seules certaines polices disposent de polices « expert » qui contiennent de véritables petites capitales. Les polices Open Type contiennent en général de vraies petites capitales. Pour les polices ne disposant pas de cette possibilité, les logiciels proposent une fonction « petites capitales » qui consiste à réduire d’un certain pourcentage (parfois réglable) les grandes capitales. Il en résulte que, la hauteur d’x n’étant pas la même pour toutes les polices, l’application d’un pourcentage fixe de réduction conduit à ne pas avoir nécessairement une hauteur de caractères exacte ; et surtout, les caractères réduits voient réduire leur graisse et leurs approches, ce qui conduit à un résultat visuellement perturbateur. La solution préconisée consiste à mettre les petites capitales dans une graisse supérieure, et à augmenter légèrement les approches, lorsque cela est possible. De plus, sur internet, l’aspect peut varier en fonction de l’utilisateur (choix des polices) et on ne peut donc pas paramétrer exactement les petites capitales. On conseille généralement, lorsqu’on ne dispose pas de petites capitales réelles, de ne pas utiliser les substituts artificiels : dans de nombreux cas on s’est passé de petites capitales sans que l’équilibre et l’esthétique de la composition soient mis en cause.